# Sonny Boy Williamson II
Aleck „Rice“ Miller (5. prosince 1899 nebo 11. března 1908 – 25. května 1965) byl americký bluesový zpěvák a hráč na foukací harmoniku. Spolupracoval například se skupinou The Yardbirds, se kterou nahrál koncertní album Sonny Boy Williamson and The Yardbirds.

## Diskografie

### Dlouhohrající desky
- Down and Out Blues (1959)
- A Portrait in Blues (1963)
- The Blues of Sonny Boy Williamson (1963)
- Sonny Boy Williamson and Memphis Slim (1964)
- Sonny Boy Williamson and the Yardbirds (1966)
- The Real Folk Blues (1966)
- More Real Folk Blues (1966)
- Don't Send Me No Flowers (1968)
- Bummer Road (1969)
- The Animals Featuring Sonny Boy Williamson..Night Time is the Right Time (2006)